# 서울 강남구의 국회의원

## 행정구역 변천
- 1975년 10월 1일 성동구 명일동·하일동·고덕동·상일동·길동·둔촌동·암사동·성내동·풍납동·천호동·송파동·석촌동·삼전동·가락동·이동·오금동·방이동·문정동·장지동·거여동·마천동·잠실동·신천동·일원동·수서동·자곡동·율현동·세곡동·역삼동·포이동·개포동·도곡동·논현동·신사동·학동·압구정동·청담동·삼성동·대치동·염곡동·내곡동·신원동·양재동·우면동·원지동·잠원동·서초동·반포동에 서울특별시 강남구 설치
- 1979년 10월 1일 강남구 하일동·상일동·명일동·고덕동·암사동·천호동·성내동·풍납동·길동·둔촌동·거여동·마천동·방이동·이동·오금동·송파동·석촌동·가락동·문정동·잠실동·신천동·삼전동·장지동이 강동구로 분구
- 1980년 4월 1일 관악구 방배동이 강남구에 편입
- 1988년 1월 1일 강남구 서초동·잠원동·반포동·방배동·도곡동·양재동·우면동·원지동·내곡동·신원동·염곡동이 서초구로 분구
- 1989년 1월 1일 서초구 도곡동이 강남구에 환원

## 서울강남구의 역대 국회의원 일람
| 대수   | 이름           | 소속정당     | 임기                              | 선거구역 |
| ------ | -------------- | ------------ | --------------------------------- | --- |
| 제10대 | 정운갑(鄭雲甲) | 신민당       | 1979년 3월 12일 ~1980년 10월 27일 | 강남구 일원(제10선거구) |
| 제10대 | 이태섭(李台燮) | 민주공화당   | 1979년 3월 12일 ~1980년 10월 27일 | 강남구 일원(제10선거구) |
| 제11대 | 이태섭(李台燮) | 민주정의당   | 1981년 4월 11일 ~1985년 4월 10일  | 강남구 일원(제13선거구) |
| 제11대 | 고정훈(高貞勳) | 민주사회당   | 1981년 4월 11일 ~1985년 4월 10일  | 강남구 일원(제13선거구) |
| 제12대 | 김형래(金炯來) | 신한민주당   | 1985년 4월 11일 ~1988년 5월 29일  | 강남구 일원(제13선거구) |
| 제12대 | 이중재(李重載) | 민주한국당   | 1985년 4월 11일 ~1988년 5월 29일  | 강남구 일원(제13선거구) |
| 제13대 | 황병태(黃秉泰) | 통일민주당   | 1988년 5월 30일 ~1992년 5월 29일  | 강남구 갑: 신사동, 논현동, 학동, 압구정동, 청담동, 역삼1동, 역삼2동                                                               |
| 제13대 | 이태섭(李台燮) | 민주정의당   | 1988년 5월 30일 ~1992년 2월 28일  | 강남구 을: 삼성1동, 삼성2동, 대치1동, 대치2동, 대치3동, 개포1동, 개포2동, 개포3동, 전곡동, 일원동                                 |
| 제14대 | 김동길(金東吉) | 통일국민당   | 1992년 5월 30일 ~1996년 5월 29일  | 강남구 갑: 신사동, 논현동, 학동, 압구정1동, 압구정2동, 청담1동, 청담2동, 역삼1동, 역삼2동, 도곡1동, 도곡2동                       |
| 제14대 | 홍사덕(洪思德) | 민주당       | 1992년 5월 30일 ~1996년 5월 29일  | 강남구 을: 삼성1동, 삼성2동, 대치1동, 대치2동, 대치3동, 대치4동, 개포1동, 개포2동, 개포3동, 개포4동, 세곡동, 일원동               |
| 제15대 | 서상목(徐相穆) | 신한국당     | 1996년 5월 30일 ~1999년 9월 6일   | 강남구 갑: 신사동, 논현1동, 논현2동, 압구정1동, 압구정2동, 청담1동, 청담2동, 삼성1동, 삼성2동, 역삼1동, 역삼2동, 도곡1동, 도곡2동 |
| 제15대 | 홍사덕(洪思德) | 무소속       | 1996년 5월 30일 ~2000년 5월 29일  | 강남구 을: 대치1동, 대치2동, 대치3동, 대치4동, 개포1동, 개포2동, 개포3동, 개포4동, 일원본동, 일원1동, 일원2동, 수서동, 세곡동     |
| 제16대 | 최병렬(崔秉烈) | 한나라당     | 2000년 5월 30일 ~2004년 5월 29일  | 강남구 갑: 신사동, 논현1동, 논현2동, 압구정1동, 압구정2동, 청담1동, 청담2동, 삼성1동, 삼성2동, 역삼1동, 역삼2동, 도곡1동, 도곡2동 |
| 제16대 | 오세훈(吳世勳) | 한나라당     | 2000년 5월 30일 ~2004년 5월 29일  | 강남구 을: 대치1동, 대치2동, 대치3동, 대치4동, 개포1동, 개포2동, 개포3동, 개포4동, 일원본동, 일원1동, 일원2동, 수서동, 세곡동     |
| 제17대 | 이종구(李鍾九) | 한나라당     | 2004년 5월 30일 ~2008년 5월 29일  | 강남구 갑: 신사동, 논현1동, 논현2동, 압구정1동, 압구정2동, 청담1동, 청담2동, 삼성1동, 삼성2동, 역삼1동, 역삼2동, 도곡1동, 도곡2동 |
| 제17대 | 공성진(孔星鎭) | 한나라당     | 2004년 5월 30일 ~2008년 5월 29일  | 강남구 을: 대치1동, 대치2동, 대치3동, 대치4동, 개포1동, 개포2동, 개포3동, 개포4동, 일원본동, 일원1동, 일원2동, 수서동, 세곡동     |
| 제18대 | 이종구(李鍾九) | 한나라당     | 2008년 5월 30일 ~2012년 5월 29일  | 강남구 갑: 신사동, 논현1동, 논현2동, 압구정1동, 압구정2동, 청담1동, 청담2동, 삼성1동, 삼성2동, 역삼1동, 역삼2동, 도곡1동, 도곡2동 |
| 제18대 | 공성진(孔星鎭) | 한나라당     | 2008년 5월 30일 ~2011년 6월 9일   | 강남구 을: 대치1동, 대치2동, 대치3동, 대치4동, 개포1동, 개포2동, 개포3동, 개포4동, 일원본동, 일원1동, 일원2동, 수서동, 세곡동     |
| 제19대 | 심윤조(沈允肇) | 새누리당     | 2012년 5월 30일 ~2016년 5월 29일  | 강남구 갑: 신사동, 논현1동, 논현2동, 압구정동, 청담동, 삼성1동, 삼성2동, 역삼1동, 역삼2동, 도곡1동, 도곡2동                       |
| 제19대 | 김종훈(金宗壎) | 새누리당     | 2012년 5월 30일 ~2016년 5월 29일  | 강남구 을: 대치1동, 대치2동, 대치4동, 개포1동, 개포2동, 개포4동, 일원본동, 일원1동, 일원2동, 수서동, 세곡동                       |
| 제20대 | 이종구(李鍾九) | 새누리당     | 2016년 5월 30일 ~2020년 5월 29일  | 강남구 갑: 신사동, 논현1동, 논현2동, 압구정동, 청담동, 역삼1동, 역삼2동                                                           |
| 제20대 | 전현희(全賢姬) | 더불어민주당 | 2016년 5월 30일 ~2020년 5월 29일  | 강남구 을: 개포1동, 개포2동, 개포4동, 일원본동, 일원1동, 일원2동, 수서동, 세곡동                                                  |
| 제20대 | 이은재(李恩宰) | 새누리당     | 2016년 5월 30일 ~2020년 5월 29일  | 강남구 병: 삼성1동, 삼성2동, 도곡1동, 도곡2동, 대치1동, 대치2동, 대치4동                                                          |
| 제21대 | 태영호(泰永浩) | 미래통합당   | 2020년 5월 30일 ~2024년 5월 29일  | 강남구 갑: 신사동, 논현1동, 논현2동, 압구정동, 청담동, 역삼1동, 역삼2동                                                           |
| 제21대 | 박진(朴振)     | 미래통합당   | 2020년 5월 30일 ~2024년 5월 29일  | 강남구 을: 개포1동, 개포2동, 개포4동, 일원본동, 일원1동, 일원2동, 수서동, 세곡동                                                  |
| 제21대 | 유경준(兪京濬) | 미래통합당   | 2020년 5월 30일 ~2024년 5월 29일  | 강남구 병: 삼성1동, 삼성2동, 도곡1동, 도곡2동, 대치1동, 대치2동, 대치4동                                                          |
| 제22대 | 서명옥(徐明玉) | 국민의힘     | 2024년 5월 30일 ~                 | 강남구 갑: 신사동, 논현1동, 논현2동, 압구정동, 청담동, 역삼1동, 역삼2동                                                           |
| 제22대 | 박수민(朴琇民) | 국민의힘     | 2024년 5월 30일 ~                 | 강남구 을: 개포1동, 개포2동, 개포3동, 개포4동, 세곡동, 일원본동, 일원1동, 수서동                                                  |
| 제22대 | 고동진(高東眞) | 국민의힘     | 2024년 5월 30일 ~                 | 강남구 병: 삼성1동, 삼성2동, 대치1동, 대치2동, 대치4동, 도곡1동, 도곡2동                                                          |

## 같이 보기
- 강남구 갑
- 강남구 을
- 강남구 병
- 서울 영등포구의 국회의원
- 서울 성동구의 국회의원
- 서울 강동구의 국회의원
- 서울 송파구의 국회의원
- 서울 관악구의 국회의원
- 서울 서초구의 국회의원
- 과천시의 국회의원